# Rambo III
Rambo III es una película de acción estadounidense de 1988, la tercera de la saga de Rambo y la secuela de Rambo: First Blood Part II. La cinta, dirigida por Peter MacDonald, fue estrenada el 25 de mayo de 1988 y estuvo protagonizada por Sylvester Stallone, Richard Crenna y Kurtwood Smith. Rambo III tuvo un costo estimado entre 58-63 millones de dólares; en Estados Unidos recaudó un total de 53,7 millones, menos del costo de producción, pero en el resto del mundo fue un éxito rotundo, recaudando 135,3 millones y llegando a un total de 189 millones.

## Argumento
Algunos años después del incidente de Vietnam, Rambo vive lejos de su vida como soldado reparando un templo budista y donando a sus monjes las ganancias que obtenía en la lucha de palos en Bangkok, Tailandia. 
El coronel Trautman (Richard Crenna) junto al asesor militar Robert Griggs (Kurtwood Smith) consiguen encontrarle para que los acompañe en la misión de suministrar cohetes y armas a los muyahidines afganos en su lucha contra el ejército soviético, pero se niega diciendo que su guerra había terminado. 
Después de una charla psicológica sobre su lucha interior, en la que Rambo dice que no quiere seguir siendo un guerrero, Trautman le dice a Rambo que solo trataba de evadir lo que realmente era: ellos no lo habían hecho una máquina de combate, sino que desde un principio él era materia prima para serlo; Rambo insiste en seguir con su vida y se despide de su amigo. Ya en Afganistán, Trautman y su equipo son capturados por los soviéticos. 
El coronel Zaitsev (Marc De Jonge), comandante de sección, somete a Trautman a un interrogatorio y torturas crueles en su base. Griggs vuelve a ver a Rambo y le comunica lo sucedido, por lo que decide ir a rescatarle. Gracias a Griggs, Rambo contacta con Mushaf Gani (Sasson Gabai) en un bazar de Peshawar, Pakistán, y juntos entran en Afganistán, deteniéndose en un poblado cercano a la base soviética. Masoud es el jefe del poblado, que se ofrece a ayudar a Rambo. 
El dueño del bazar es espía e informa a Zaitsev sobre Rambo y sus planes, con lo que manda a sus helicópteros a arrasar el poblado. Al ver Rambo las atrocidades de los rusos, decide entrar en la base con la ayuda de los afganos. Aunque falla en el primer intento, Rambo rescata a Trautman y se refugian en una cueva. Zaitsev manda al comando Spetsnaz tras ellos y Rambo los elimina a todos con su arco. Cuando los protagonistas se creían a salvo, comandos soviéticos con tanques, helicópteros y spetsnaz liderados por Zaitsev los rodean, quedando Rambo acorralado otra vez. 
Pero Rambo y Trautman no estaban solos; Masoud y un grupo de caballería muyahidin viene para ayudarles, y logran vencerlos en una batalla en el desierto. Rambo destruye a Zaitsev y su helicóptero con un tanque T-72, capturado en un combate. Masoud le da las gracias en nombre de su pueblo, la guerra contra la invasión soviética continúa en Afganistán con la ayuda occidental y Rambo junto a Trautman por fin se marchan a casa.

## Reparto
| Personaje        | Actor              |
| ---------------- | ------------------ |
| John Rambo       | Sylvester Stallone |
| Coronel Trautman | Richard Crenna     |
| Mushaf Gani      | Sasson Gabai       |
| Coronel Zaitsev  | Marc de Jonge      |
| Robert Griggs    | Kurtwood Smith     |
| Masoud           | Spiros Focás       |
| Hamid            | Doudi Shoua        |

## Lugares de rodaje
La película fue rodada principalmente en Tailandia e Israel. La escena en el monasterio budista fue filmada en Chiang Mai, Tailandia. Algunas escenas fueron filmadas en Bangkok, Tailandia, mientras que otras fueron realizadas en Eilat, Jaffa y Tel Aviv, Israel. 
La escena del mercado de Afganistán fue un conjunto decorado en Peshawar, Pakistán, mientras que las escenas finales se rodaron en la reserva indígena de Fuerte Yuma, Yuma, Arizona, Estados Unidos.

## Estreno y recepción
Rambo III se estrenó en Estados Unidos el 25 de mayo de 1988, obteniendo 13 millones de Dólares en 2562 cines en su primer fin de semana en aquel país, situándola en el número dos de la taquilla, por detrás de Cocodrilo Dundee II, que se llevó 24 millones de Dólares. 
En general, en Estados Unidos la película obtuvo 53 millones de Dólares y llegó a un total de 135 millones de Dólares a nivel internacional, dando a Rambo III un total general de taquilla de 189 millones de Dólares. 
La película es la segunda de mayor éxito de la serie Rambo, detrás de Rambo: First Blood Part II. Al igual que su predecesora, fue bien recibida por la audiencia masculina joven, pero muy criticada por los fanáticos y críticos. Obtuvo un 36% en el sitio web especializado Rotten Tomatoes,sobre la base de 28 comentarios. 
También tiene una calificación promedio de 5,8 sobre 10 en IMDb.com, sobre la base de alrededor de 121 000 votos. Los reconocidos críticos Gene Siskel y Roger Ebert se dividieron con Rambo III, con Siskel otorgándole a la película "pulgares arriba", mientras que Ebert le otorgó "pulgares hacia abajo", declarando que se esperaba más de la película. Ebert, sin embargo, dio "pulgares arriba" a los fanáticos, diciendo que la película era entretenida y que "entrega lo que promete". El periódico New York Times, por su parte, tuvo una mala opinión de la película.

### Rentas y cifras globales
La película hizo 28 millones de Dólares en el alquiler de videos en Estados Unidos, lo que cuando se añade a la taquilla de 189 millones de Dólares a nivel global da un total de 217 millones de Dólares. Las cifras internacionales de alquileres y ventas de DVD no se conocen, pero se estima que la película obtuvo alrededor de la marca de 300 millones de Dólares.

## Lanzamientos mundiales
| País                                                                          | Fecha de estreno                |
| ----------------------------------------------------------------------------- | ------------------------------- |
| Alemania                                                                      | Jueves 14 de julio de 1988      |
| Argentina                                                                     | Jueves 4 de agosto de 1988      |
| Australia                                                                     | Jueves 23 de junio de 1988      |
| Austria                                                                       | Viernes 15 de julio de 1988     |
| Bélgica                                                                       | Miércoles 19 de octubre de 1988 |
| Belice · Costa Rica · El Salvador · Guatemala · Honduras · Nicaragua · Panamá | Miércoles 31 de agosto de 1988  |
| Bolivia                                                                       | Domingo 25 de diciembre de 1988 |
| Brasil                                                                        | Jueves 4 de agosto de 1988      |
| Chile                                                                         | Viernes 15 de julio de 1988     |
| Colombia                                                                      | Jueves 22 de diciembre de 1988  |
| Corea del Sur                                                                 | Sábado 17 de diciembre de 1988  |
| Dinamarca                                                                     | Viernes 2 de septiembre de 1988 |
| Ecuador                                                                       | Miércoles 27 de julio de 1988   |
| Egipto                                                                        | Lunes 8 de mayo de 1989         |
| España                                                                        | Jueves 11 de agosto de 1988     |
| Estados Unidos · Canadá                                                       | Miércoles 25 de mayo de 1988    |
| Filipinas                                                                     | Miércoles 15 de junio de 1988   |
| Finlandia                                                                     | Viernes 15 de julio de 1988     |
| Francia                                                                       | Miércoles 19 de octubre de 1988 |

| País                 | Fecha de estreno                |
| -------------------- | ------------------------------- |
| Grecia               | Viernes 9 de septiembre de 1988 |
| Hong Kong            | Jueves 30 de junio de 1988      |
| India                | Viernes 10 de noviembre de 1989 |
| Israel               | Viernes 24 de junio de 1988     |
| Italia               | Viernes 16 de diciembre de 1988 |
| Jamaica              | Miércoles 27 de julio de 1988   |
| Japón                | Sábado 11 de junio de 1988      |
| Líbano               | Viernes 17 de junio de 1988     |
| Malasia              | Jueves 9 de junio de 1988       |
| México               | Viernes 24 de junio de 1988     |
| Noruega              | Jueves 30 de junio de 1988      |
| Nueva Zelanda        | Viernes 12 de agosto de 1988    |
| Países Bajos         | Jueves 4 de agosto de 1988      |
| Perú                 | Domingo 25 de diciembre de 1988 |
| Portugal             | Viernes 12 de agosto de 1988    |
| Reino Unido Irlanda  | Viernes 26 de agosto de 1988    |
| República Dominicana | Jueves 7 de julio de 1988       |
| Singapur             | Jueves 16 de junio de 1988      |
| Sudáfrica            | Viernes 1 de julio de 1988      |
| Suecia               | Viernes 1 de julio de 1988      |
| Suiza                | Viernes 14 de octubre de 1988   |
| Tailandia            | Sábado 13 de agosto de 1988     |
| Taiwán               | Sábado 25 de junio de 1988      |
| Uruguay              | Jueves 30 de junio de 1988      |
| Venezuela            | Martes 5 de julio de 1988       |

## Otros datos
- Según el Libro Guinness de los Récords (1990) es la película más violenta rodada, con 221 actos violentos y 108 muertes.
- El helicóptero Mi-24 Hind que aparece en la película en realidad es un helicóptero Puma francés, al cual le pusieron alas para que se pareciera al soviético.
- El nombre del líder de la resistencia, Massud, coincide con el apellido del rebelde afgano Ahmad Shah Masud.
- Irónicamente, las tropas soviéticas empezaron su retirada de Afganistán diez días antes de que se estrenara la película (la retirada empezó el 15 de mayo de 1988).

## Material eliminado
Con motivo de la edición en DVD, se lanzó al mercado en determinadas ediciones una serie de escenas que no fueron incluidas en la película. Las imágenes no gozan de buena calidad de imagen, dado que nunca fueron retocadas para aparecer en el filme. En ellas se pueden apreciar:
- Un inicio alternativo, donde soldados estadounidenses en Afganistán son emboscados por el helicóptero del Coronel Zaitsev.
- Rambo preparando su equipo militar y forjando su cuchillo (escena que sería regrabada para la secuela, John Rambo).
- Una boda en el campamento afgano.
- Un nuevo interrogatorio de Zaitsev al Coronel Trautman, luego de que Rambo derribara un helicóptero durante el ataque soviético al campamento afgano.
- Rambo disparándole a los soldados soviéticos con un fusil de precisión.
- Rambo respondiéndole a Zaitsev por radio que es "un turista perdido" (a diferencia de la película donde responde "tu peor pesadilla").
- Dos finales alternativos: uno en el que Rambo le sugiere a Trautman que la próxima vez "vaya de safari" y otro en el que Rambo decide quedarse en Afganistán.